# 2024年夏季奥林匹克运动会击剑比赛
2024年夏季奥林匹克运动会击剑比赛，是2024年夏季奥林匹克运动会的其中一个比赛大项，于2024年7月27日至8月4日在法国巴黎大皇宫进行。此次比赛共设6个男子小项和6个女子小项，是历史上第二次所有三个剑种的男女个人赛和团体赛均有设立的奥运击剑比赛。

## 参赛资格
国际击剑联合会计划在该大项上分配共计212个参赛名额（男女各106个，不含团体替补）。获得团体项目参赛名额的代表团，可在对应剑种个人项目获得3个参赛名额，否则只能获得1个参赛名额。每个代表团最多可以派出9名男子及9名女子运动员参赛（不含团体赛替补）。国际击剑联合会在分配名额时会确保所有的个人小项参赛人数均不超过37人，而所有的团体小项参赛队伍数则均不超过9支。入选代表团的运动员必须符合奥林匹克宪章及国际击剑联合会的相关规定。
绝大多数名额根据团体和个人奥运排名进行分配，各代表团需透过2023年4月3日至2024年4月1日期间进行的国际击剑联合会指定赛事来积累奥运积分，以争取奥运资格。少部分个人名额通过各区域的资格赛决定，只有未能透过团体和个人奥运排名获得相应性别相应剑种资格的代表团方可透过所属区域的资格赛争取余下的名额。
主办国法国在凭借自身实力获得参赛名额的基础上，可额外获得至多6个主办国名额（不分男女，不含团体替补），法国可在确保参赛总人数不超过国际击剑联合会要求数目的情况下，自行决定在哪些项目上使用这些主办国名额。
每个代表团可在每个性别每个剑种团体小项上最多安排1名替补选手，替补选手在团体比赛期间被换上场后，被换下的正选选手不可再上场。团体比赛期间有上场的选手（无论是正选还是替补）均可获得相应团体小项的名次。

### 重剑
| 資格來源                                                    | 出線資格                      | 出線名額                          | 男子                                              | 男子                          | 女子                                            | 女子                        | 備註 |
| 資格來源                                                    | 出線資格                      | 出線名額                          | 個人                                              | 團體                          | 個人                                            | 團體                        | 備註 |
| ----------------------------------------------------------- | ----------------------------- | --------------------------------- | ------------------------------------------------- | ----------------------------- | ----------------------------------------------- | --------------------------- | --- |
| 主辦國 · 2017年9月13日 · 秘魯利马                           | 不適用                        | 0个男子参赛名额 0个女子参赛名额   | —                                                 | —                             | —                                               | —                           | 任何未使用的主办国名额会分配至外卡。 |
| 团体奥运排名 2024年4月1日                                   | 前4名                         | 12个男子参赛名额 12个女子参赛名额 | 意大利（3） · 法国（3） · 匈牙利（3） · 日本（3） | 意大利 · 法国 · 匈牙利 · 日本 | 意大利（3） · 韩国（3） · 波兰（3） · 法国（3） | 意大利 · 韩国 · 波兰 · 法国 | 任何空出的名额会按名次递补。 |
| 团体奥运排名 2024年4月1日                                   | 5至16名最佳非洲区队伍         | 3个男子参赛名额 3个女子参赛名额   | 埃及（3）                                         | 埃及                          | 埃及（3）                                       | 埃及                        | 一般情况下任何空出的名额会按排名分配给同区的其他代表团。 如果该区没有队伍排名对应项目团体5至16名，空出的名额会分配给奥运排名最高且未获资格的队伍，不分区域。                            |
| 团体奥运排名 2024年4月1日                                   | 5至16名最佳美洲区队伍         | 3个男子参赛名额 3个女子参赛名额   | 委内瑞拉（3）                                     | 委内瑞拉                      | 美国（3）                                       | 美国                        | 一般情况下任何空出的名额会按排名分配给同区的其他代表团。 如果该区没有队伍排名对应项目团体5至16名，空出的名额会分配给奥运排名最高且未获资格的队伍，不分区域。                            |
| 团体奥运排名 2024年4月1日                                   | 5至16名最佳亚洲和大洋洲区队伍 | 3个男子参赛名额 3个女子参赛名额   | （3）                                             |                               | 中国（3）                                       | 中国                        | 一般情况下任何空出的名额会按排名分配给同区的其他代表团。 如果该区没有队伍排名对应项目团体5至16名，空出的名额会分配给奥运排名最高且未获资格的队伍，不分区域。                            |
| 团体奥运排名 2024年4月1日                                   | 5至16名最佳欧洲区队伍         | 3个男子参赛名额 3个女子参赛名额   | 捷克（3）                                         | 捷克                          | 乌克兰（3）                                     | 乌克兰                      | 一般情况下任何空出的名额会按排名分配给同区的其他代表团。 如果该区没有队伍排名对应项目团体5至16名，空出的名额会分配给奥运排名最高且未获资格的队伍，不分区域。                            |
| 个人奥运排名 2024年4月1日                                   | 非洲区排名最佳                | 1个男子参赛名额 1个女子参赛名额   | 摩洛哥（1）                                       | 不適用                        | （1）                                           | 不適用                      | 只有未获得对应性别对应剑种团体席位的代表团才可通过此途径获得席位。 任何空出的名额会按排名分配给同区的其他代表团。                                                                       |
| 个人奥运排名 2024年4月1日                                   | 美洲区排名最佳                | 1个男子参赛名额 1个女子参赛名额   | 哥伦比亚（1）                                     | 不適用                        | 巴西（1）                                       | 不適用                      | 只有未获得对应性别对应剑种团体席位的代表团才可通过此途径获得席位。 任何空出的名额会按排名分配给同区的其他代表团。                                                                       |
| 个人奥运排名 2024年4月1日                                   | 亚洲及大洋洲区排名前2名       | 2个男子参赛名额 2个女子参赛名额   | 中国（1） · 韩国（1）                             | 不適用                        | 中国香港（1） · 日本（1）                       | 不適用                      | 只有未获得对应性别对应剑种团体席位的代表团才可通过此途径获得席位。 任何空出的名额会按排名分配给同区的其他代表团。                                                                       |
| 个人奥运排名 2024年4月1日                                   | 欧洲区排名前2名               | 2个男子参赛名额 2个女子参赛名额   | 以色列（1） · 比利时（1）                         | 不適用                        | 匈牙利（1） · 爱沙尼亚（1）                     | 不適用                      | 只有未获得对应性别对应剑种团体席位的代表团才可通过此途径获得席位。 任何空出的名额会按排名分配给同区的其他代表团。                                                                       |
| 美洲区资格赛 · 2024年4月5日至7日 · 聖荷西                   | 首名                          | 1个男子参赛名额 1个女子参赛名额   | 加拿大（1）                                       | 不適用                        | 秘鲁（1）                                       | 不適用                      | 只有既未获得对应性别对应剑种团体席位又未能够凭借对应性别对应剑种个人奥运排名获得席位的代表团才可通过此途径获得席位。 如果获得资格的代表团放弃名额，空出的名额会按同一资格赛的名次递补。 |
| 欧洲区资格赛 · 2024年4月26日至28日 · 盧森堡迪弗當日         | 首名                          | 1个男子参赛名额 1个女子参赛名额   | 荷兰（1）                                         | 不適用                        | 瑞士（1）                                       | 不適用                      | 只有既未获得对应性别对应剑种团体席位又未能够凭借对应性别对应剑种个人奥运排名获得席位的代表团才可通过此途径获得席位。 如果获得资格的代表团放弃名额，空出的名额会按同一资格赛的名次递补。 |
| 非洲区资格赛 · 2024年4月27日 · 阿尔及利亚阿尔及尔           | 首名                          | 1个男子参赛名额 1个女子参赛名额   | 南非（1）                                         | 不適用                        | 塞内加尔（1）                                   | 不適用                      | 只有既未获得对应性别对应剑种团体席位又未能够凭借对应性别对应剑种个人奥运排名获得席位的代表团才可通过此途径获得席位。 如果获得资格的代表团放弃名额，空出的名额会按同一资格赛的名次递补。 |
| 亚洲及大洋洲区资格赛 · 2024年4月27日至28日 · 阿联酋富查伊拉 | 首名                          | 1个男子参赛名额 1个女子参赛名额   | 中国香港（1）                                     | 不適用                        | 新加坡（1）                                     | 不適用                      | 只有既未获得对应性别对应剑种团体席位又未能够凭借对应性别对应剑种个人奥运排名获得席位的代表团才可通过此途径获得席位。 如果获得资格的代表团放弃名额，空出的名额会按同一资格赛的名次递补。 |
| 外卡                                                        | 不適用                        | 0个男子参赛名额 1个女子参赛名额   | —                                                 | 不適用                        | 卢旺达（1）                                     | 不適用                      | 符合外卡申请条件的国家/地区奥委会必须在2024年1月15日前提交提名名单。 每个性别各有1个外卡名额，不分剑种。 空出的外卡名额根据同性别的个人奥运排名重新分配，不分剑种。                     |
| 空出席位重新分配                                            | 不適用                        | 1个男子参赛名额 1个女子参赛名额   | 瑞士（1）                                         | —                             | 加拿大（1）                                     | —                           | |
| 总计                                                        |                               |                                   | 35                                                | 8                             | 36                                              | 8                           | |

### 花剑
| 資格來源                                                    | 出線資格                      | 出線名額                          | 男子                                            | 男子                        | 女子                                            | 女子                        | 備註 |
| 資格來源                                                    | 出線資格                      | 出線名額                          | 個人                                            | 團體                        | 個人                                            | 團體                        | 備註 |
| ----------------------------------------------------------- | ----------------------------- | --------------------------------- | ----------------------------------------------- | --------------------------- | ----------------------------------------------- | --------------------------- | --- |
| 主辦國 · 2017年9月13日 · 秘魯利马                           | 不適用                        | 0个男子参赛名额 0个女子参赛名额   | —                                               | —                           | —                                               | —                           | 任何未使用的主办国名额会分配至外卡。 |
| 团体奥运排名 2024年4月1日                                   | 前4名                         | 12个男子参赛名额 12个女子参赛名额 | 日本（3） · 意大利（3） · 美国（3） · 法国（3） | 日本 · 意大利 · 美国 · 法国 | 意大利（3） · 法国（3） · 美国（3） · 日本（3） | 意大利 · 法国 · 美国 · 日本 | 任何空出的名额会按名次递补。 |
| 团体奥运排名 2024年4月1日                                   | 5至16名最佳非洲区队伍         | 3个男子参赛名额 3个女子参赛名额   | 埃及（3）                                       | 埃及                        | 埃及（3）                                       | 埃及                        | 一般情况下任何空出的名额会按排名分配给同区的其他代表团。 如果该区没有队伍排名对应项目团体5至16名，空出的名额会分配给奥运排名最高且未获资格的队伍，不分区域。                            |
| 团体奥运排名 2024年4月1日                                   | 5至16名最佳美洲区队伍         | 3个男子参赛名额 3个女子参赛名额   | 加拿大（3）                                     | 加拿大                      | 加拿大（3）                                     | 加拿大                      | 一般情况下任何空出的名额会按排名分配给同区的其他代表团。 如果该区没有队伍排名对应项目团体5至16名，空出的名额会分配给奥运排名最高且未获资格的队伍，不分区域。                            |
| 团体奥运排名 2024年4月1日                                   | 5至16名最佳亚洲和大洋洲区队伍 | 3个男子参赛名额 3个女子参赛名额   | 中国（3）                                       | 中国                        | 中国（3）                                       | 中国                        | 一般情况下任何空出的名额会按排名分配给同区的其他代表团。 如果该区没有队伍排名对应项目团体5至16名，空出的名额会分配给奥运排名最高且未获资格的队伍，不分区域。                            |
| 团体奥运排名 2024年4月1日                                   | 5至16名最佳欧洲区队伍         | 3个男子参赛名额 3个女子参赛名额   | 波兰（3）                                       | 波兰                        | 波兰（3）                                       | 波兰                        | 一般情况下任何空出的名额会按排名分配给同区的其他代表团。 如果该区没有队伍排名对应项目团体5至16名，空出的名额会分配给奥运排名最高且未获资格的队伍，不分区域。                            |
| 个人奥运排名 2024年4月1日                                   | 非洲区排名最佳                | 1个男子参赛名额 1个女子参赛名额   | 阿尔及利亚（1）                                 | 不適用                      | 科特迪瓦（1）                                   | 不適用                      | 只有未获得对应性别对应剑种团体席位的代表团才可通过此途径获得席位。 任何空出的名额会按排名分配给同区的其他代表团。                                                                       |
| 个人奥运排名 2024年4月1日                                   | 美洲区排名最佳                | 1个男子参赛名额 1个女子参赛名额   | 巴西（1）                                       | 不適用                      | 智利（1）                                       | 不適用                      | 只有未获得对应性别对应剑种团体席位的代表团才可通过此途径获得席位。 任何空出的名额会按排名分配给同区的其他代表团。                                                                       |
| 个人奥运排名 2024年4月1日                                   | 亚洲及大洋洲区排名前2名       | 2个男子参赛名额 2个女子参赛名额   | 中国香港（1） · 韩国（1）                       | 不適用                      | 新加坡（1） · 中国香港（1）                     | 不適用                      | 只有未获得对应性别对应剑种团体席位的代表团才可通过此途径获得席位。 任何空出的名额会按排名分配给同区的其他代表团。                                                                       |
| 个人奥运排名 2024年4月1日                                   | 欧洲区排名前2名               | 2个男子参赛名额 2个女子参赛名额   | 匈牙利（1） · 捷克（1）                         | 不適用                      | 德国（1） · 匈牙利（1）                         | 不適用                      | 只有未获得对应性别对应剑种团体席位的代表团才可通过此途径获得席位。 任何空出的名额会按排名分配给同区的其他代表团。                                                                       |
| 美洲区资格赛 · 2024年4月5日至7日 · 聖荷西                   | 首名                          | 1个男子参赛名额 1个女子参赛名额   | （1）                                           | 不適用                      | 巴西（1）                                       | 不適用                      | 只有既未获得对应性别对应剑种团体席位又未能够凭借对应性别对应剑种个人奥运排名获得席位的代表团才可通过此途径获得席位。 如果获得资格的代表团放弃名额，空出的名额会按同一资格赛的名次递补。 |
| 欧洲区资格赛 · 2024年4月26日至28日 · 盧森堡迪弗當日         | 首名                          | 1个男子参赛名额 1个女子参赛名额   | 塞浦路斯（1）                                   | 不適用                      | 罗马尼亚（1）                                   | 不適用                      | 只有既未获得对应性别对应剑种团体席位又未能够凭借对应性别对应剑种个人奥运排名获得席位的代表团才可通过此途径获得席位。 如果获得资格的代表团放弃名额，空出的名额会按同一资格赛的名次递补。 |
| 非洲区资格赛 · 2024年4月27日 · 阿尔及利亚阿尔及尔           | 首名                          | 1个男子参赛名额 1个女子参赛名额   | 科特迪瓦（1）                                   | 不適用                      | 摩洛哥（1）                                     | 不適用                      | 只有既未获得对应性别对应剑种团体席位又未能够凭借对应性别对应剑种个人奥运排名获得席位的代表团才可通过此途径获得席位。 如果获得资格的代表团放弃名额，空出的名额会按同一资格赛的名次递补。 |
| 亚洲及大洋洲区资格赛 · 2024年4月27日至28日 · 阿联酋富查伊拉 | 首名                          | 1个男子参赛名额 1个女子参赛名额   | 中华台北（1）                                   | 不適用                      | 菲律宾（1）                                     | 不適用                      | 只有既未获得对应性别对应剑种团体席位又未能够凭借对应性别对应剑种个人奥运排名获得席位的代表团才可通过此途径获得席位。 如果获得资格的代表团放弃名额，空出的名额会按同一资格赛的名次递补。 |
| 外卡                                                        | 不適用                        | 2个男子参赛名额 0个女子参赛名额   | 佛得角（1） · 黎巴嫩（1）                       | 不適用                      | —                                               | 不適用                      | 符合外卡申请条件的国家/地区奥委会必须在2024年1月15日前提交提名名单。 每个性别各有1个外卡名额，不分剑种。 空出的外卡名额根据同性别的个人奥运排名重新分配，不分剑种。                     |
| 空出席位重新分配                                            | 不適用                        | 1个男子参赛名额 女子参赛名额待定  | 西班牙（1）                                     | —                           | —                                               | —                           | — |
| 总计                                                        |                               |                                   | 37                                              | 8                           | 34                                              | 8                           | |

### 佩剑
| 資格來源                                                    | 出線資格                      | 出線名額                          | 男子                                            | 男子                        | 女子                                              | 女子                          | 備註 |
| 資格來源                                                    | 出線資格                      | 出線名額                          | 個人                                            | 團體                        | 個人                                              | 團體                          | 備註 |
| ----------------------------------------------------------- | ----------------------------- | --------------------------------- | ----------------------------------------------- | --------------------------- | ------------------------------------------------- | ----------------------------- | --- |
| 主辦國 · 2017年9月13日 · 秘魯利马                           | 不適用                        | 0个男子参赛名额 0个女子参赛名额   | —                                               | —                           | —                                                 | —                             | 任何未使用的主办国名额会分配至外卡。 |
| 团体奥运排名 2024年4月1日                                   | 前4名                         | 12个男子参赛名额 12个女子参赛名额 | 韩国（3） · 美国（3） · 匈牙利（3） · 法国（3） | 韩国 · 美国 · 匈牙利 · 法国 | 法国（3） · 匈牙利（3） · 韩国（3） · 乌克兰（3） | 法国 · 匈牙利 · 韩国 · 乌克兰 | 任何空出的名额会按名次递补。 |
| 团体奥运排名 2024年4月1日                                   | 5至16名最佳非洲区队伍         | 3个男子参赛名额 3个女子参赛名额   | 埃及（3）                                       | 埃及                        | 阿尔及利亚（3）                                   | 阿尔及利亚                    | 一般情况下任何空出的名额会按排名分配给同区的其他代表团。 如果该区没有队伍排名对应项目团体5至16名，空出的名额会分配给奥运排名最高且未获资格的队伍，不分区域。                            |
| 团体奥运排名 2024年4月1日                                   | 5至16名最佳美洲区队伍         | 3个男子参赛名额 3个女子参赛名额   | 加拿大（3）                                     | 加拿大                      | 美国（3）                                         | 美国                          | 一般情况下任何空出的名额会按排名分配给同区的其他代表团。 如果该区没有队伍排名对应项目团体5至16名，空出的名额会分配给奥运排名最高且未获资格的队伍，不分区域。                            |
| 团体奥运排名 2024年4月1日                                   | 5至16名最佳亚洲和大洋洲区队伍 | 3个男子参赛名额 3个女子参赛名额   | 伊朗（3）                                       | 伊朗                        | 日本（3）                                         | 日本                          | 一般情况下任何空出的名额会按排名分配给同区的其他代表团。 如果该区没有队伍排名对应项目团体5至16名，空出的名额会分配给奥运排名最高且未获资格的队伍，不分区域。                            |
| 团体奥运排名 2024年4月1日                                   | 5至16名最佳欧洲区队伍         | 3个男子参赛名额 3个女子参赛名额   | 意大利（3）                                     | 意大利                      | 意大利（3）                                       | 意大利                        | 一般情况下任何空出的名额会按排名分配给同区的其他代表团。 如果该区没有队伍排名对应项目团体5至16名，空出的名额会分配给奥运排名最高且未获资格的队伍，不分区域。                            |
| 个人奥运排名 2024年4月1日                                   | 非洲区排名最佳                | 1个男子参赛名额 1个女子参赛名额   | 突尼斯（1）                                     | 不適用                      | 埃及（1）                                         | 不適用                        | 只有未获得对应性别对应剑种团体席位的代表团才可通过此途径获得席位。 任何空出的名额会按排名分配给同区的其他代表团。                                                                       |
| 个人奥运排名 2024年4月1日                                   | 美洲区排名最佳                | 1个男子参赛名额 1个女子参赛名额   | 阿根廷（1）                                     | 不適用                      | 加拿大（1）                                       | 不適用                        | 只有未获得对应性别对应剑种团体席位的代表团才可通过此途径获得席位。 任何空出的名额会按排名分配给同区的其他代表团。                                                                       |
| 个人奥运排名 2024年4月1日                                   | 亚洲及大洋洲区排名前2名       | 2个男子参赛名额 2个女子参赛名额   | 日本（1） · 科威特（1）                         | 不適用                      | 中国（1） · （1）                                 | 不適用                        | 只有未获得对应性别对应剑种团体席位的代表团才可通过此途径获得席位。 任何空出的名额会按排名分配给同区的其他代表团。                                                                       |
| 个人奥运排名 2024年4月1日                                   | 欧洲区排名前2名               | 2个男子参赛名额 2个女子参赛名额   | （1） · 德国（1）                               | 不適用                      | 希腊（1） · 西班牙（1）                           | 不適用                        | 只有未获得对应性别对应剑种团体席位的代表团才可通过此途径获得席位。 任何空出的名额会按排名分配给同区的其他代表团。                                                                       |
| 美洲区资格赛 · 2024年4月5日至7日 · 聖荷西                   | 首名                          | 1个男子参赛名额 1个女子参赛名额   | 墨西哥（1）                                     | 不適用                      | 委内瑞拉（1）                                     | 不適用                        | 只有既未获得对应性别对应剑种团体席位又未能够凭借对应性别对应剑种个人奥运排名获得席位的代表团才可通过此途径获得席位。 如果获得资格的代表团放弃名额，空出的名额会按同一资格赛的名次递补。 |
| 欧洲区资格赛 · 2024年4月26日至28日 · 盧森堡迪弗當日         | 首名                          | 1个男子参赛名额 1个女子参赛名额   | 土耳其（1）                                     | 不適用                      | 保加利亚（1）                                     | 不適用                        | 只有既未获得对应性别对应剑种团体席位又未能够凭借对应性别对应剑种个人奥运排名获得席位的代表团才可通过此途径获得席位。 如果获得资格的代表团放弃名额，空出的名额会按同一资格赛的名次递补。 |
| 非洲区资格赛 · 2024年4月27日 · 阿尔及利亚阿尔及尔           | 首名                          | 1个男子参赛名额 1个女子参赛名额   | （1）                                           | 不適用                      | 突尼斯（1）                                       | 不適用                        | 只有既未获得对应性别对应剑种团体席位又未能够凭借对应性别对应剑种个人奥运排名获得席位的代表团才可通过此途径获得席位。 如果获得资格的代表团放弃名额，空出的名额会按同一资格赛的名次递补。 |
| 亚洲及大洋洲区资格赛 · 2024年4月27日至28日 · 阿联酋富查伊拉 | 首名                          | 1个男子参赛名额 1个女子参赛名额   | 中国（1）                                       | 不適用                      | （1）                                             | 不適用                        | 只有既未获得对应性别对应剑种团体席位又未能够凭借对应性别对应剑种个人奥运排名获得席位的代表团才可通过此途径获得席位。 如果获得资格的代表团放弃名额，空出的名额会按同一资格赛的名次递补。 |
| 外卡                                                        | 不適用                        | 0个男子参赛名额 0个女子参赛名额   | —                                               | 不適用                      | —                                                 | 不適用                        | 符合外卡申请条件的国家/地区奥委会必须在2024年1月15日前提交提名名单。 每个性别各有1个外卡名额，不分剑种。 空出的外卡名额根据同性别的个人奥运排名重新分配，不分剑种。                     |
| 空出席位重新分配                                            | 不適用                        | 0个男子参赛名额 2个女子参赛名额   | —                                               | —                           | 阿塞拜疆（1） · 土耳其（1）                       | —                             | |
| 总计                                                        |                               |                                   | 34                                              | 8                           | 36                                                | 8                             | |

## 赛程
以下是击剑项目的具体赛程安排：
| 日期项目 | 2024年7月   | 2024年7月   | 2024年7月   | 2024年7月   | 2024年7月   | 2024年8月  | 2024年8月  | 2024年8月  | 2024年8月  |
| 日期项目 | 27日 （六） | 28日 （日） | 29日 （一） | 30日 （二） | 31日 （三） | 1日 （四） | 2日 （五） | 3日 （六） | 4日 （日） |
| -------- | ----------- | ----------- | ----------- | ----------- | ----------- | ---------- | ---------- | ---------- | ---------- |
| 男子     | 个人佩剑    | 个人重剑    | 个人花剑    |             | 团体佩剑    |            | 团体重剑   |            | 团体花剑   |
| 女子     | 个人重剑    | 个人花剑    | 个人佩剑    | 团体重剑    |             | 团体花剑   |            | 团体佩剑   |            |

## 参赛代表团
以下是参加击剑项目的代表团名单：
- 法国（6）

## 奖牌榜
*   主办国家/地区（法国）
| 排名                 | 代表团               | 金牌 | 銀牌 | 銅牌 | 总计 |
| -------------------- | -------------------- | ---- | ---- | ---- | ---- |
| 1                    | 日本                 | 2    | 1    | 2    | 5    |
| 2                    | 美国                 | 2    | 1    | 1    | 4    |
| 3                    | 韩国                 | 2    | 1    | 0    | 3    |
| 4                    | 中国香港             | 2    | 0    | 0    | 2    |
| 5                    | 法国*                | 1    | 4    | 2    | 7    |
| 6                    | 意大利               | 1    | 3    | 1    | 5    |
| 7                    | 匈牙利               | 1    | 1    | 1    | 3    |
| 8                    | 乌克兰               | 1    | 0    | 1    | 2    |
| 9                    | 突尼斯               | 0    | 1    | 0    | 1    |
| 10                   | 加拿大               | 0    | 0    | 1    | 1    |
| 10                   | 捷克                 | 0    | 0    | 1    | 1    |
| 10                   | 埃及                 | 0    | 0    | 1    | 1    |
| 10                   | 波兰                 | 0    | 0    | 1    | 1    |
| 总计（共13个代表团） | 总计（共13个代表团） | 12   | 12   | 12   | 36   |

## 奖牌得主

### 男子
| 項目              | 金牌                                                                                   | 银牌                                                                              | 铜牌                                                                                       |
| 个人重剑 （詳細） | 加纳虹辉 · 日本（JPN）                                                                 | 扬尼克·博雷尔 · 法国（FRA）                                                       | 穆罕默德·赛义德 · 埃及（EGY）                                                              |
| 团体重剑 （詳細） | 匈牙利（HUN） · 科赫·马泰·陶马什 · 翁德拉什菲·蒂博尔 · 希克洛希·盖尔盖伊 · 纳吉·达维德 | 日本（JPN） · 古俣圣 · 加纳虹辉 · 山田优 · 见延和靖                               | 捷克（CZE） · 伊日·贝兰 · 雅各布·尤尔卡 · 马丁·鲁贝什 · 米哈尔·丘普尔                      |
| 个人花剑 （詳細） | 張家朗 · 中国香港（HKG）                                                               | 菲利波·馬奇 · 意大利（ITA）                                                       | 尼克·伊特金 · 美国（USA）                                                                  |
| 团体花剑 （詳細） | 日本（JPN） · 松山恭助 · 敷根崇裕 · 饭村一辉 · 永野雄大                                | 意大利（ITA） · 纪尧姆·比安基 · 菲利波·馬奇 · 托马索·马里尼 · 阿莱西奥·福科尼     | 法国（FRA） · 马克西米利安·沙塔内 · 马克西姆·波蒂 · 恩佐·勒福尔 · 朱利安·梅尔蒂纳          |
| 个人佩剑 （詳細） | 吴尚旭 · 韩国（KOR）                                                                   | 法里斯·费尔贾尼 · 突尼斯（TUN）                                                   | 路易吉·薩梅萊 · 意大利（ITA）                                                              |
| 团体佩剑 （詳細） | 韩国（KOR） · 具本佶 · 吴尚旭 · 朴相元 · 都庆东                                        | 匈牙利（HUN） · 盖迈希·乔纳德 · 绍特马里·翁德拉什 · 西拉吉·阿龙 · 劳布·克里斯蒂安 | 法国（FRA） · 塞巴斯蒂安·帕特里斯 · 马克西姆·皮昂费蒂 · 博拉代·阿皮蒂 · 让-菲利普·帕特里斯 |

### 女子
| 項目              | 金牌                                                                                    | 银牌                                                                                                   | 铜牌 |
| 个人重剑 （詳細） | 江旻憓 · 中国香港（HKG）                                                                | 奥里亚娜·马洛-布勒东 · 法国（FRA）                                                                     | 穆豪里·埃斯特 · 匈牙利（HUN）                                                                                     |
| 团体重剑 （詳細） | 意大利（ITA） · 萝塞拉·菲亚明戈 · 玛拉·纳瓦里亚 · 朱莉娅·里齐 · 阿尔贝塔·圣图乔         | 法国（FRA） · 玛丽-弗洛朗丝·康达萨米 · 亚历山德拉·路易-马里 · 奥里亚娜·马洛-布勒东 · 科拉利娜·维塔利斯 | 波兰（POL） · 亚历山德拉·亚雷茨卡 · 阿莉恰·克拉西克 · 雷娜塔·克纳皮克-米亚兹加 · 马蒂娜·斯瓦托夫斯卡-文格拉尔齐克 |
| 个人花剑 （詳細） | 李·基弗 · 美国（USA）                                                                   | 劳伦·斯克鲁格斯 · 美国（USA）                                                                          | 埃莉诺·哈维 · 加拿大（CAN）                                                                                       |
| 团体花剑 （詳細） | 美国（USA） · 杰奎琳·杜布罗维奇 · 李·基弗 · 劳伦·斯克鲁格斯 · 马娅·温特劳布             | 意大利（ITA） · 阿里安娜·埃里戈 · 马丁娜·法瓦雷托 · 阿莉切·沃尔皮 · 弗兰切斯卡·帕伦博                  | 日本（JPN） · 东晟良 · 上野优佳 · 宫胁花纶 · 菊池小卷                                                             |
| 个人佩剑 （詳細） | 玛农·阿皮蒂-布吕内 · 法国（FRA）                                                        | 萨拉·巴尔泽尔 · 法国（FRA）                                                                            | 奥莉加·哈尔兰 · 乌克兰（UKR）                                                                                     |
| 团体佩剑 （詳細） | 乌克兰（UKR） · 尤利娅·巴卡斯托娃 · 阿林娜·科马休克 · 奥莉加·哈尔兰 · 奥廖娜·克拉瓦茨卡 | 韩国（KOR） · 崔世彬 · 全河英 · 全恩惠 · 尹智秀                                                        | 日本（JPN） · 高嶋理紗 · 尾崎世梨 · 江村美咲 · 福岛史帆实                                                         |